# At Last...The Duets Album
At Last...The Duets Album – album saksofonisty Kenny’ego G, złożony z samych duetów, wydany w 2004 roku. Uplasował się on na szczycie notowania Contemporary Jazz, na pozycji #21 listy R&B/Hip-Hop Albums, a także na miejscu #40 Billboard 200.

## Lista utworów
1. „(Everything I Do) I Do It for You” feat. LeAnn Rimes – 4:21
2. „Don’t Know Why” feat. David Benoit – 4:07
3. „I Believe I Can Fly” feat. Yolanda Adams – 5:19
4. „At Last” feat. Arturo Sandoval – 3:52
5. „Beautiful” feat. Chaka Khan – 3:46
6. „Pick Up the Pieces” feat. David Sanborn – 4:16
7. „Careless Whisper” feat. Brian McKnight – 3:57
8. „Misty” feat. Gladys Knight – 4:34
9. „Baby Come To Me” feat. Daryl Hall – 3:56
10. „The Way You Move” feat. Earth, Wind & Fire – 4:09
11. „Sorry Seems to Be the Hardest Word” feat. Richard Marx – 3:55
12. „Alfie” feat. Burt Bacharach – 4:02
13. „The Music That Makes Me Dance” feat. Barbra Streisand – 4:30

## Single
| Rok  | Tytuł                 | Pozycje na listach    |
| Rok  | Tytuł                 | US Adult Contemporary |
| ---- | --------------------- | --------------------- |
| 2005 | „The Way You Move”    | #12                   |
| 2005 | „I Believe I Can Fly” | #28                   |